# Komerční pojišťovna
Komerční pojišťovna, a.s., (KB Pojišťovna) je univerzální pojišťovnou působící na českém trhu. Vznikla v roce 1995. Od roku 2001, kdy francouzská obchodní banka Société Générale vstoupila do Komerční banky, úzce spolupracuje se společnostmi náležejícími do skupiny KB, potažmo Société Générale.
Do této skupiny dále náleží společnost ESSOX, Modrá pyramida stavební spořitelna, a.s., nebo Penzijní společnost Komerční banky, a.s.
Na základě statusu univerzální pojišťovny může Komerční pojišťovna v rámci jednotné licence nabízet své služby po celé Evropské unii. Od roku 2008 Komerční pojišťovna spolupracuje se zahraničními společnostmi ze skupiny Société Générale především v Bulharsku, Rumunsku a Německu.
V České republice poskytuje klientům své služby na všech pobočkách Komerční banky  a v poradenských centrech stavební spořitelny Modrá pyramida. Hlavní sídlo Komerční pojišťovny se nachází v Praze na Rohanském ostrově v budově Danube House architekta Khona Pedersona Foxe.

## Postavení KP na pojistném trhu
Komerční pojišťovna se dlouhodobě drží mezi pěti nejvýznamnějšími pojišťovnami na českém trhu v oblasti životního pojištění. Na konci roku 2018 Komerční pojišťovna dosáhla tržního podílu 8,6 % (počítáno dle původní metodiky ČAP1).
V roce 2018 se Komerční pojišťovna v oblasti předepsaného pojistného dostala na hranici 5,1 miliardy Kč. V závislosti na druhu produktu Komerční pojišťovna připsala klientům za rok 2018 zhodnocení v rozsahu 0,5–1,2 %. V oblasti životního pojištění byla v roce 2018 KP pojišťovnou spravující největší objem aktiv na českém trhu.

## Historie a zajímavosti

### 1995–2002
Akciová společnost Komerční pojišťovna vznikla 1. 9. 1995 jako stoprocentní dceřiná společnost Komerční banky. V roce 2001 se spolu s KB začlenila do struktury Société Générale. O rok později odprodala KP celý kmen povinného ručení a havarijního pojištění konkurenční pojišťovně Kooperativa.

### 2005
Po plné implementaci bankopojistného modelu SG se uskutečnil plánovaný přímý vstup pojišťovny SOGECAP, S. A., 100% dceřiné společnosti Société Générale, do kapitálu Komerční pojišťovny, která se tak stala majoritním vlastníkem KP.

### 2014–2015
V letech 2014 a 2015 získala Komerční pojišťovna v Ceně Hospodářských novin titul Nejlepší životní pojišťovna.

### 2018
Komerční pojišťovna spustila kampaň ‚‚Duben – měsíc pojištění’’, ve které upozorňovala mimo jiné na skutečnost, že velká část nemovitostí je tzv. podpojištěná, takže majitelé v případě pojistné události nemají nárok na pojistné plnění, které by reflektovalo skutečnou tržní cenu nemovitosti.

### 2019
Komerční pojišťovna získala ocenění Klientsky nejpřívětivější životní pojišťovna v Ceně Hospodářských novin.

### 2020
Komerční pojišťovna získala ocenění za 2. místo Nejlepší životní pojišťovna a 3. místo Klientsky nejpřívětivější životní pojišťovna v Ceně Hospodářských novin. 

### 2021
Komerční pojišťovna získala ocenění 1. místo Nejlepší životní pojišťovna 2021 a 2. místo v kategorii Klientsky nejpřívětivější životní pojišťovna v Ceně Hospodářských novin.
KB Pojišťovna spustila pro klienty webovou aplikaci na on-line hlášení pojistných událostí (https://www.kbpojistovna.cz/cs/hlaseni-skody) 

## Vlastnická struktura a mateřské společnosti

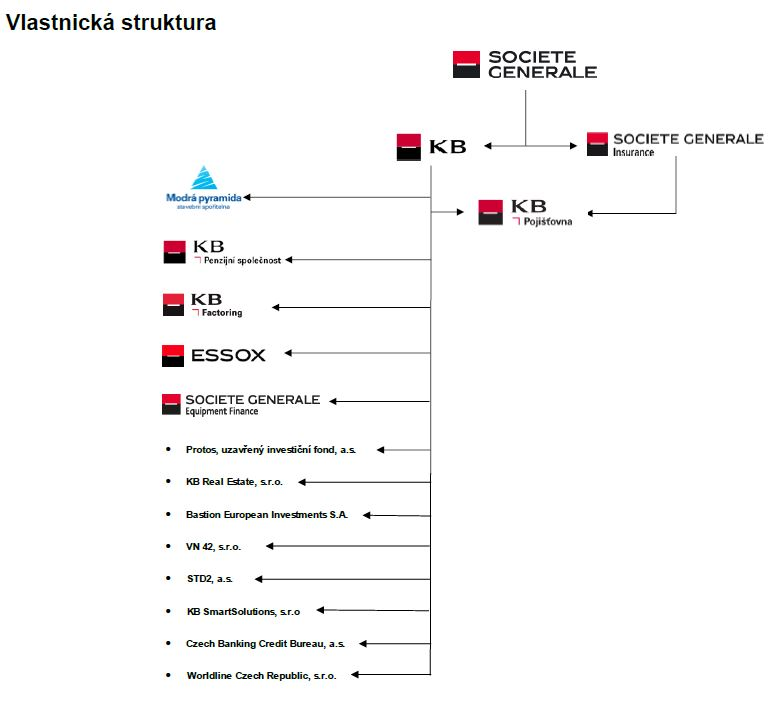
Vlastnická struktura Komerční pojišťovny

Majoritním vlastníkem 51 % akcií Komerční pojišťovny je pojišťovna SOGECAP, S.A., která je 100% dceřinou společností Société Générale, minoritním akcionářem s podílem 49 % je Komerční banka.
- Société Générale je francouzská obchodní banka s centrálou v Paříži patřící mezi tří nejstarší banky ve Francii.

- SOGECAP, S. A., je francouzskou společností nabízející životní pojištění. Vznikla 22. 11. 1999 a sídlí v Paříži.[12]

- Komerční banka je bankovní institucí působící na českém trhu, která je z většiny vlastněná Société Générale.

## Inovace a produkty
V roce 2018 představila Komerční pojišťovna ve spolupráci se startupem Creative Dock produkt Mutumutu, který je založený na principu životní pojistky s bonusy za zdravý životní styl (pravidelný pohyb, nekuřáctví, preventivní prohlídky u lékaře apod.). V roce 2019 vyhrál tento produkt evropskou startupovou soutěž Insurtech Europe.
Z hlediska dalších pojišťovacích produktů poskytuje Komerční pojišťovna služby v oblastech:
- životního pojištění pod komerčními značkami ELÁN, Vital (ve variantách Invest a Premium), MojeJistota, Moudré pojištění a již zmiňované Mutumutu
- pojištění majetku pod komerčními názvy MojePojištění majetku a MAJETEK. V minulosti poskytovala také pojištění osobních věcí z dílny pod názvem Cubiq (ve spolupráci s Creative Dock, se kterým spolupracuje na projektu Mutumutu).[15] V současnosti je uzavírání nových smluv tohoto typu pojištění zastaveno, stránky byly zrušeny.
- pojištění odpovědnosti v jednom pojistném balíku s pojištěním majetku
- cestovní pojištění včetně připojištění zavazadel, odpovědnosti za škodu, storna zájezdu nebo úrazu
- úrazové pojištění
- pojištění úvěrů a hypoték pro klienty Komerční banky a stavební spořitelny Modrá pyramida

Dříve nabízela Komerční pojišťovna i dětské investiční životní pojištění pod obchodním názvem Brouček, které bylo ukončeno k 24. 5. 2018.

## Hospodářské výsledky
V roce 2010 překročil podle výročních zpráv poprvé objem celkových aktiv Komerční pojišťovny hranici 20 miliard Kč a od té doby rostl až do roku 2019.
|                          | 2011       | 2012       | 2013       | 2014       | 2015       | 2016       | 2017       | 2018       | 2019       | 2020       | 2021       |
| ------------------------ | ---------- | ---------- | ---------- | ---------- | ---------- | ---------- | ---------- | ---------- | ---------- | ---------- | ---------- |
| celková aktiva (tis. Kč) | 26 257 298 | 32 047 712 | 37 617 835 | 45 273 502 | 46 687 061 | 48 109 578 | 49 951 862 | 47 797 166 | 49 663 044 | 53 867 941 | 51 964 002 |
| zisk (tis. Kč)           | 251 046    | 175 418    | 418 372    | 283 082    | 372 781    | 486 960    | 525 768    | 547 949    | 580 677    | 392 693    | 654 114    |

## Odpovědné osoby
Komerční pojišťovna je řízena představenstvem o 6 členech, na jejichž činnost dohlíží dozorčí rada čítající 4 členy. Složení obou orgánů bylo k 1. 5. 2022 následující:

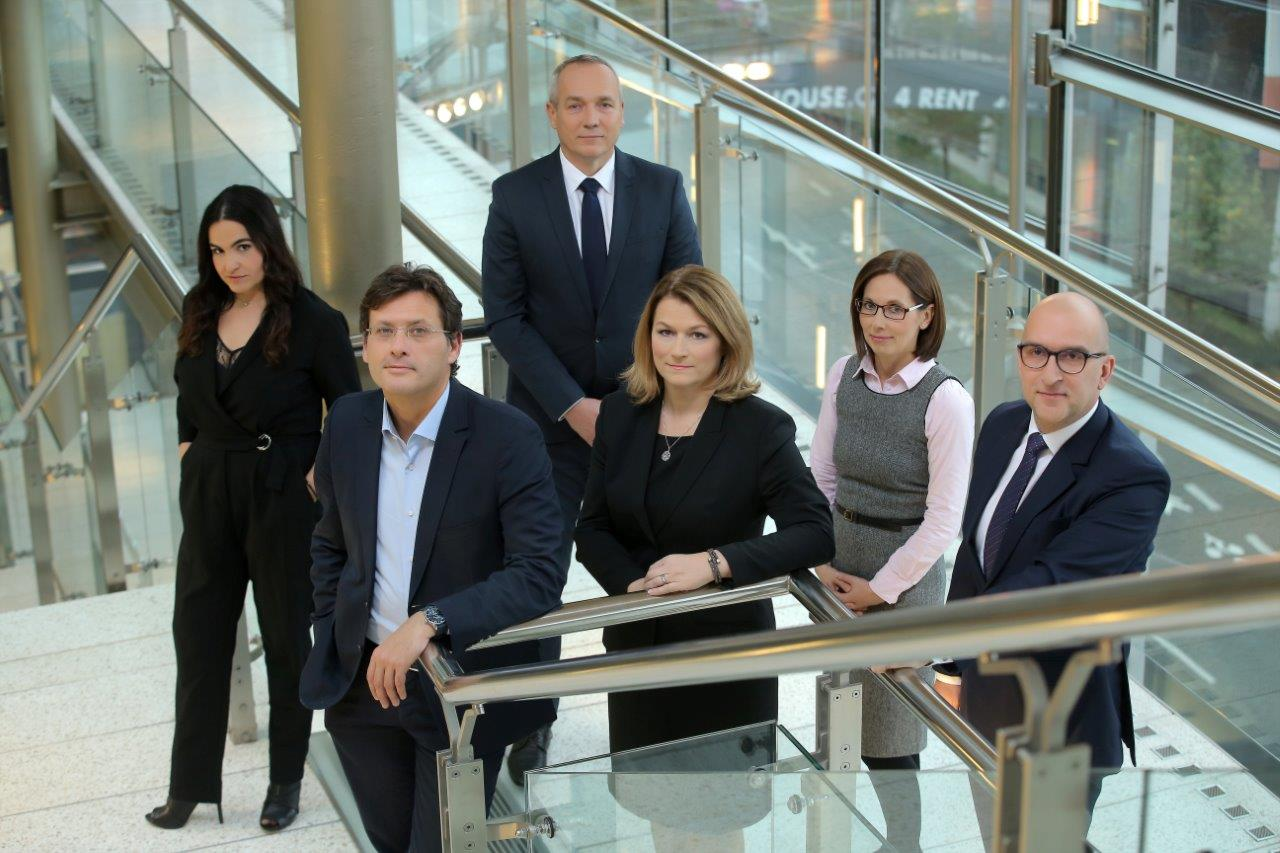
Představenstvo Komerční pojišťovny

### Představenstvo
- Gaël Loaec: předseda představenstva, zvolen s účinností od 1. 10. 2018
- Zdeněk Zavadil: člen představenstva, zvolen s účinností od 10. 5. 2001
- Šárka Šindlerová: členka představenstva, zvolena s účinností od 1. 7. 2007
- Helena Indrová: členka představenstva, zvolena s účinností od 22. 1. 2014
- Zdeněk Doboš: člen představenstva, zvolen s účinností od 1. 2. 2019
- Milan Hladký: člen představenstva, zvolen s účinností od 1. 5. 2022

### Dozorčí rada
- Philippe Perret: předseda dozorčí rady, zvolen s účinností od 4. 12. 2019
- Jan Juchelka: člen dozorčí rady, zvolen s účinností od 19. 10. 2017
- Laurent Doubrovine: člen dozorčí rady, zvolen s účinností od 1. 12. 2017
- Miroslav Hiršl: člen dozorčí rady, zvolen s účinností od 30. 11. 2018

## Společenská odpovědnost
Komerční pojišťovna se věnuje dobročinné činnosti a podporuje aktivity v oblasti ochrany přírody, charity a sociální výpomoci. Podporuje Linku bezpečí, Dětský domov a mateřskou školu speciální v Berouně, Denní a týdenní stacionář v Jihlavě a také Diakonii Broumov. Podílí se na chodu Nadace Jistota Komerční banky a pravidelně se účastní dalších charitativních akcí pořádaných skupinou KB.

## Profesní organizace
Komerční pojišťovna je členem České asociace pojišťoven.